# Ingrid Stenmarck
Ingrid Maria Ericson, känd under flicknamnet Ingrid Stenmarck, född 5 februari 1917 i Malmö Karoli församling, död 30 december 2011 i Bunkeflo församling i Skåne län, var en svensk svensk tävlingssimmare. Hon tävlade för Malmö Simsällskap och blev flera gånger svensk mästare i frisim under 1930-talet. Det första svenska mästerskapet vann hon 1933. Hon blev också gymnastikdirektör.
Ingrid Stenmarck var dotter till rådmannen Gustaf Stenmarck och Maria, ogift Bohmansson. samt brorsdotter till Edvin Stenmarck. Hon gifte sig 1940 med direktören Olle Ericson (1912–1991). Tillsammans fick de barnen Urban (född 1940), Rutger och Ann (födda 1942) samt Lotty (född 1951).

## Resultat
- 1933	Ingrid Stenmarck	1,19,4
- 1934	Ingrid Stenmarck	1,13,2
- 1935	Ingrid Stenmarck	1,14,0
- 1936	Ingrid Stenmarck	1,15,1